# Ales Bialiatski
Ales Viktaravich Bialiatski (tiếng Belarus: Алесь Віктаравіч Бяляцкі, đã Latinh hoá: Alieś Viktaravič Bialiacki; sinh ngày 25 tháng 9 năm 1962) là một nhà hoạt động ủng hộ dân chủ và tù nhân lương tâm người Belarus được biết đến với công việc của ông tại Trung tâm Nhân quyền Viasna. Năm 2020, ông đã giành được giải thưởng Right Livelihood, được biết đến rộng rãi là "Giải thưởng Nobel khác". Năm 2022, Bialiatski đã được trao Giải thưởng Nobel Hòa bình năm 2022 cùng với các tổ chức nhân quyền Memorial ở Nga và Trung tâm Tự do Dân sự (Centre for Civil Liberties) ở Ukraina.
Kể từ ngày 14 tháng 7 năm 2021, ông ta đã bị cầm tù vì bị cáo buộc trốn thuế. Tổ chức Human right defenders (Những người bảo vệ Nhân quyền) coi các cáo buộc là có động cơ chính trị và công nhận Bialiatski là một tù nhân lương tâm.

## Tiểu sử
Ông Bialiatski sinh ngày 25/9/1962 tại Vyartsilya, ngày nay là Karelia, Nga, cha mẹ là người Belarus. Năm 1965, gia đình dọn về  Belarus cư trú tại Svietlahorsk, vùng Homieĺ.
Ông tốt nghiệp chuyên ngành ngôn ngữ học Nga và Belarus tại Đại học Gomel năm 1984. Ông sau đó trở thành giáo viên tại quận Lelchitsy, vùng Gomel.
Năm 1985-1986, ông nhập ngũ, trở thành tài xế lái xe thiết giáp phục vụ  rong đơn vị pháo chống tăng gần Yekaterinburg, tỉnh Sverdlovskaya của Liên Xô.

## Hoạt động

### Liên Xô
Đầu thập niên 1980, Bialiatski tham gia vào một số chương trình ủng hộ dân chủ, bao gồm một nhóm tên là Đảng bí mật của người Belarus, Đảng độc lập, nhằm mục đích thúc đẩy Belarus tách khỏi Liên Xô và thành lập một quốc gia dân chủ có chủ quyền.
Năm 1989, Bialiatski nhận bằng tiến sĩ từ Học viện Khoa học Belarus. Trong thời gian nghiên cứu tiến sĩ của mình, Bialiatski đã giúp thành lập Hiệp hội các nhà văn trẻ Tutejshyja, làm chủ tịch của nhóm từ năm 1986 đến 1989, dẫn đến sự quấy rối từ ban điều hành Học viện.
Sau đó, Bialiatski làm việc như một nhà nghiên cứu tại Bảo tàng Lịch sử Văn học Belarus. Cuối năm đó, ông được bầu làm giám đốc của Bảo tàng Văn học Maksim Bahdanovich. Bialiatski rời bảo tàng vào tháng 8 năm 1998, sau khi sắp xếp một số triển lãm quan trọng, bao gồm hai ở Minsk, một ở huyện Maladziečna và một ở Yaroslavl, Nga.
Trong thời gian Bialiatski làm giám đốc, bảo tàng đã tổ chức nhiều sự kiện công cộng về các vấn đề chính trị, văn hóa và tôn giáo. Năm 1990, tòa nhà bảo tàng ở Central Minsk chứa văn phòng biên tập của Sv Svaboda, một trong những tờ báo dân chủ đầu tiên ở Belarus. Bialiatski đã cung cấp địa chỉ hợp pháp cho hàng chục tổ chức phi chính phủ, bao gồm Trung tâm Nhân quyền Viasna và Trung tâm Supolnasts. Ông đã mời một số tác giả trẻ, bao gồm Palina Kachatkova, Eduard Akulin, Siarhei Vitushka và Ales Astrautsou, làm việc tại bảo tàng.
Bialiatski là thành viên của Hội đồng Đại biểu Thành phố Minsk từ năm 1991 đến 1996. Vào ngày 20 tháng 8 năm 1991, một ngày sau nỗ lực đảo chính của Liên Xô năm 1991, ông, cùng với 29 thành viên khác của hội đồng, kêu gọi người dân Minsk trung thành với chính quyền được bầu cử hợp pháp và dùng mọi phương tiện hiến pháp cho phép để chấm dứt các hoạt động của Ủy ban khẩn cấp nhà nước. Vào ngày 5 tháng 9 năm 1991, sau khi Hội đồng thành phố Minsk phê duyệt việc sử dụng các biểu tượng quốc gia, Bialiatski đã mang một lá cờ trắng đỏ tới hội đồng thành phố. Đây là lá cờ đầu tiên được chính thức bay trên tòa nhà của Hội đồng thành phố Minsk.

### Belarus
Bialiatski là thư ký của Mặt trận Nhân dân Belarus (1996 - 1999) và Phó Chủ tịch của BPF (1999 - 2001).
Bialiatski thành lập Trung tâm Nhân quyền Viasna vào năm 1996. Tổ chức có trụ sở tại Minsk sau đó được gọi là Viasna-96, được chuyển đổi thành một tổ chức phi chính phủ trên toàn quốc vào tháng 6 năm 1999. Vào ngày 28 tháng 10 năm 2003, Tòa án Tối cao Belarus đã hủy bỏ việc đăng ký nhà nước về Trung tâm Nhân quyền Viasna cho vai trò của mình trong việc quan sát cuộc bầu cử tổng thống năm 2001. Kể từ đó, tổ chức nhân quyền hàng đầu của Belarus đã làm việc mà không đăng ký.
Bialiatski là chủ tịch của nhóm làm việc của Hội đồng phi chính phủ dân chủ (2000 - 2004). Năm 2007, 2014, ông là phó chủ tịch của Liên đoàn Nhân quyền Quốc tế (FIDH).
Bialiatski là thành viên của Liên đoàn các nhà văn Belarus (từ năm 1995) và trung tâm văn bút Belarus (từ năm 2009).
Trong các cuộc biểu tình của Belarusian năm 2020, Bialiatski đã trở thành thành viên của Hội đồng điều phối của Sviatlana Tsikhanouskaya.

## Vào tù 2011
Vào ngày 4 tháng 8 năm 2011, Bialiatski đã bị bắt giữ với tội trốn thuế (Che giấu lợi nhuận trên một quy mô đặc biệt lớn, Điều 243, Phần 2 của Bộ luật Hình sự của Cộng hòa Belarus).  Bản cáo trạng đã được thực hiện nhờ các hồ sơ tài chính được công bố bởi các công tố viên ở  Lithuania và Poland.
Vào ngày 24 tháng 10 năm 2011, Bialiatski đã bị kết án 4 năm rưỡi và tịch thu tài sản. Bialiatski đã không nhận tội, nói rằng số tiền đã nhận được trên tài khoản ngân hàng của mình để trang trải các hoạt động nhân quyền của Viasna. Ông được thả ra vào ngày 21 tháng 6 năm 2014.

### Phản ứng
Các nhà hoạt động nhân quyền người Belarus, cũng như các nhà lãnh đạo Liên minh châu Âu, các chính phủ EU và Hoa Kỳ nói rằng Bialiatski là một tù nhân chính trị, cho là việc kết án ông có động lực chính trị. Họ kêu gọi chính quyền Belarus phóng thích nhà hoạt động nhân quyền. Vào ngày 15 tháng 9 năm 2011, một nghị quyết đặc biệt của Nghị viện châu Âu kêu gọi thả Bialiatski ngay lập tức. Chủ tịch EP Jerzy Buzek, Đại diện cao cấp của EU về các vấn đề đối ngoại và chính sách an ninh, Catherine Ashton, Chủ tịch OSCE Eamon Gilmore, và báo cáo viên đặc biệt của Liên Hợp Quốc về tình hình nhân quyền ở Belarus, Miklós Haraszti cũng đòi phóng thích nhà hoạt động.
Một số tổ chức phi chính phủ nhân quyền quốc tế kêu gọi "Phóng thích Bialiatski ngay lập tức và vô điều kiện".
- Vào ngày 11 tháng 8, Tổ chức Ân xá Quốc tế tuyên bố Bialiatski là tù nhân lương tâm.[16]
- Vào ngày 12 tháng 9, Liên đoàn Nhân quyền Quốc tế (FIDH) đã phát động một chiến dịch ủng hộ việc phóng thích Bialiatski và thông báo nói chung hơn về các tù nhân chính trị ở Belarus.[17]
- Tatsiana Reviaka, đồng nghiệp của Bialiatski tại Viasna và chủ tịch của Nhà nhân quyền Belarus ở Vilnius, nói rằng, "lý do đằng sau những cáo buộc này là việc Viasna, tổ chức của chúng tôi, đã cung cấp các hỗ trợ khác nhau cho các nạn nhân của những người bị đàn áp chính trị ở Belarus.[18]
- "Việc bắt giam Belyatsky là một trường hợp trả đũa rõ ràng đối với anh ta và Viasna cho công việc nhân quyền của họ. Đó là lần mới nhất trong một loạt các nỗ lực dài của chính phủ để nghiền nát xã hội dân sự của Belarus", Tổ chức Theo dõi Nhân quyền cho biết trong một tuyên bố.[19]

Bialiatski phục vụ bản án của mình ở đoàn hình sự số 2 tại thành phố Babruysk, làm việc như một người đóng gói trong một cửa hàng may.
Anh ta liên tục bị ban điều hành nhà tù trừng phạt vì "vi phạm các quy tắc của nhà tù", và được tuyên bố là "người phạm tội độc hại", điều này đã ngăn anh ta được ân xá vào năm 2012 và tước đi các chuyến thăm gia đình và bưu kiện thực phẩm.
Trong thời gian ở tù, Bialiatski đã viết nhiều văn bản về các chủ đề văn học, bài tiểu luận, hồi ký, được gửi cho các cộng sự của ông.
Một chiến dịch đoàn kết quốc tế chưa từng có đã được đưa ra trong thời gian ông bị giam cầm. Bialiatski đã được ra tù 20 tháng trước thời hạn vào ngày 21 tháng 6 năm 2014 sau khi trải qua 1.052 ngày bị giam giữ tùy tiện trong các điều kiện khắc nghiệt, bao gồm cả thời gian bị giam cầm đơn độc.
Ngày bắt giữ Bialiatski, ngày 4 tháng 8, được tổ chức hàng năm là Ngày Quốc tế Đoàn kết với xã hội Dân sự Belarus. Nó được thành lập vào năm 2012 như là một phản ứng cho vụ bắt giữ nhà nhà hoạt động.

## Vào tù 2021
Vào ngày 14 tháng 7 năm 2021, cảnh sát Belarus đã tìm kiếm nhà của nhân viên Viasna trên khắp đất nước và đột kích văn phòng trung tâm. Bialiatski và các đồng nghiệp Vladimir Stephanovich và Vladimir Labkovich đã bị bắt giữ. Vào ngày 6 tháng 10 năm 2021, Bialiatski bị buộc tội trốn thuế với mức phạt tối đa là 7 năm tù. Cho tới nay đến ngày 7 tháng 10 năm 2022, ông ta vẫn ở trong tù.

## Vinh danh quốc tế

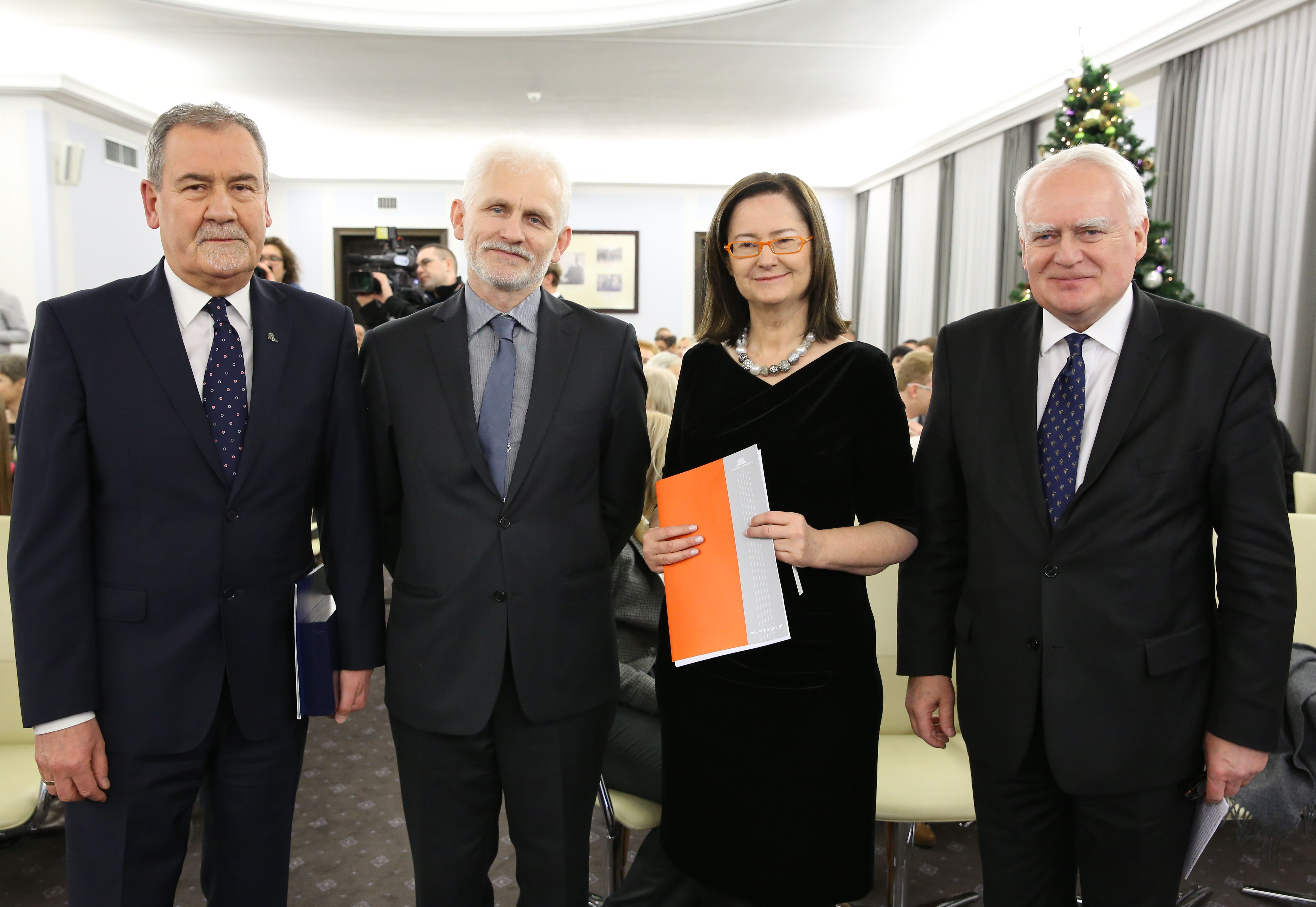
Bialiatski với Jan Wyrowiński, Irena Lipowicz và Olgierd Dziekoński năm 2014

Được tờ báo The New York Times gọi là "Trụ cột của Phong trào Nhân quyền ở Đông Âu kể từ cuối những năm 1980", Bialiatski đã nhận được sự công nhận quốc tế rộng rãi như một tiếng nói nổi bật cho hoạt động nhân quyền ở Belarus.
Việc làm của Bialiatski đã được các tổ chức nhân quyền công nhận trên toàn cầu. Vào tháng 3 năm 2006, Bialiatski và Viasna đã giành được giải thưởng Homo Homini năm 2005 của tổ chức phi chính phủ Séc "Người dân cần sự giúp đỡ" có nhu cầu, trong đó công nhận "một cá nhân xứng đáng được đặc biệt vinh danh do cổ võ cho  nhân quyền, dân chủ và các giải pháp phi bạo lực đối với các cuộc xung đột chính trị". Giải thưởng được trao bởi cựu tổng thống Séc và nhà bất đồng chính kiến Václav Havel.
Năm 2006, Bialiatski đã giành giải thưởng Thụy Điển Per Anger Prize, cũng như Giải thưởng Tự do Andrei Sakharov của Ủy ban Helsinki Na Uy.
Vào năm 2012, Hội đồng Nghị viện của Hội đồng Châu Âu đã trao cho ông Giải thưởng Nhân quyền Václav Havel cho việc làm của ông với tư cách là một người bảo vệ nhân quyền, "để các công dân của Belarus một ngày nào đó dành được các tiêu chuẩn châu Âu của chúng tôi". Vì ông ta bị giam giữ vào thời điểm đó, vợ ông đã thay mặt nhận giải thưởng. Sau khi được phóng thích, anh đã đến thăm Strasbourg để cảm ơn Hội đồng đã hỗ trợ.
Ông cũng được trao giải thưởng Lech Wałęsa do "Dân chủ hóa Cộng hòa Belarus, việc ông thúc đẩy tích cực nhân quyền và cung cấp viện trợ cho những người hiện đang bị chính quyền Belarusia bắt giữ" năm đó, cũng như, cùng với liên minh xã hội dân sự của Uganda Về Nhân quyền và Luật Hiến pháp, được Giải thưởng Bảo vệ Nhân quyền 2011 của Bộ Ngoại giao Hoa Kỳ. Do anh ta vẫn bị cầm tù vào thời điểm đó, Ales Bialiatski đã được trao giải thưởng vắng mặt, và giải thưởng đã được chuyển cho vợ anh ta, Natallia Pinchuk, tại Đại sứ quán Hoa Kỳ tại Warsaw, Ba Lan vào ngày 25 tháng 9 năm 2012.
Bialiatski được Tổ chức người Bảo vệ Dân quyền Thụy Điển tuyên bố là Người bảo vệ Dân quyền của năm 2014. Năm 2020, ông đã chia xẻ giải thưởng Right Livelihood, được biết đến rộng rãi là "Giải thưởng Nobel khác" với Nasrin Sotoudeh, Bryan Stevenson và Lottie Cickyham Wren.
Vào tháng 12 cùng năm, Bialiatski được nêu tên trong số các đại diện của phe đối lập Belarus, và được Nghị viện châu Âu vinh danh với giải thưởng Sakharov.
Bialiatski đã nhận được quyền công dân danh dự từ các thành phố Genova (năm 2010), Paris (năm 2012), và Syracuse, Sicily (năm 2014).
Năm 2022, Bialiatski đã được trao Giải thưởng Nobel Hòa bình năm 2022 cùng với các tổ chức nhân quyền Memorial ở Nga và Trung tâm Tự do Dân sự (Centre for Civil Liberties) ở Ukraina. Trước Giải thưởng Nobel Hòa bình năm 2022, Bialiatski đã được đề cử năm lần không thành công, bao gồm năm 2006 và 2007. Năm 2012, ông lại được đề cử giải Nobel Hòa bình, nhưng giải thưởng đã được trao cho Liên minh châu Âu. Vào tháng 2 năm 2013, ông được đề cử bởi MP Jan Tore Sanner của Na Uy. Năm 2014, các thành viên của Quốc hội Ba Lan đã đề cử Bialiatski cho Giải thưởng Nobel Hòa bình. Đề cử đã được ký bởi 160 nghị sĩ Ba Lan. 
Sau khi trao giải Giải thưởng Nobel Hòa bình năm 2022, các thành viên của phe đối lập Belarus đã tổ chức lễ kỷ niệm nó, với Sviatlana Tsikhanouskaya nói trong một tweet, "Giải thưởng là một sự công nhận quan trọng cho tất cả người Belarus chiến đấu vì tự do & dân chủ. Tất cả mọi tù nhân chính trị phải được phóng thích. " 